# Ovni au-dessus de Montréal en 1990
L'ovni au-dessus de Montréal en 1990 est une mystérieuse lumière observée au-dessus de la place Bonaventure dans le centre-ville.

## Observation
Le 7 novembre 1990 au soir, un objet lumineux de très grandes dimensions fut observé au-dessus de la place Bonaventure à Montréal (Québec) par une quarantaine de témoins et plusieurs policiers. Des lumières orange provenant de l'engin formaient un ovale. De son centre, s’élevaient des faisceaux de lumière blanche. 
Plusieurs témoins crurent que l’objet était un dirigeable publicitaire, mais le contrôle aérien des aéroports de Dorval et de Mirabel déclara aux policiers ne rien voir sur les écrans radar. 
Les témoins affirment que l'objet resta quasi stationnaire pendant près de trois heures avant de disparaître progressivement derrière un épais rideau de nuages. 
Selon le rapport de la Gendarmerie royale du Canada, l’objet évoluait à une altitude entre 900 m et 2 250 m et son diamètre avoisinait les 450 m. 
Certains témoins affirment avoir vu l’ovni se diriger très lentement vers l'est de Montréal au-dessus du stade olympique. 

## Explications avancées
On a évoqué à propos de ces lumières l'hypothèse de plusieurs faisceaux lumineux en provenance du centre-ville, réfléchis par la densité des nuages situés à basse altitude. 
Selon Bernard Guénette et Richard Foster Haines, deux spécialistes des ovnis, les lumières observées provenaient bien d’un objet et non d'un phénomène météorologique ou optique. Cette explication a été contestée par le sceptique canadien Claude Lafleur, qui a noté que les rapports de la police montrent que l'« objet » n'était visible que depuis les abords de la Place Bonaventure. Selon lui, personne d'autre habitant ou travaillant dans les nombreux immeubles situés au centre-ville de Montréal n'a signalé le mystérieux ovni ; on peut donc difficilement expliquer pourquoi un objet lumineux d'un diamètre de plusieurs centaines de mètres et situé à une hauteur d'un ou deux kilomètres n'a pas été repéré à l'extérieur d'une zone aussi étroite.
Claude Lafleur note également qu'un ufologue québécois habitué à observer les aurores boréales affirme en avoir aperçu une ce soir là alors que les rapports officiels indiquent une absence complète.